# Measha Brueggergosman
Measha Brueggergosman, née le 28 juin 1977 à Fredericton (New Brunswick), au Canada, est une artiste lyrique canadienne de tessiture soprano.